# Juan Carlos Cobián
Juan Carlos Cobián (1896-1953) est un chef d'orchestre et compositeur de tango argentin. Il joue un rôle majeur dans l'évolution du tango qui passe de la musique de danse traditionnelle à une musique de concert.